# Метрологічна атестація засобів вимірювальної техніки
Метрологі́чна атеста́ція за́собів вимі́рювальної те́хніки — дослідження засобів вимірювальної техніки з метою визначення їх метрологічних характеристик та встановлення придатності цих засобів до застосування.
Нова редакція Закону України «Про метрологію та метрологічну діяльність», яка вступила в дію з 01.01.2016 р., процедуру метрологічної атестації скасувала.

## Установи
- Державне підприємство «Всеукраїнський державний науково-виробничий центр стандартизації, метрології, сертифікації та захисту прав споживачів» (ДП «Укрметртестстандарт»)
- Криворізький державний центр стандартизації, метрології та стандартизації

Дізнатись більше…